# Sikulská hymna
Székely himnusz (česky Sikulská hymna) je hymna Maďarů-Sikulů a oblasti, již obývají. Autorem textu je György Csanády a hudbu složil Kálmán Mihalik. 

## Historie
Hymna vznikla v roce 1921, tedy poté, co bylo celé historické Sedmihradsko s více než milionem Maďarů přičleněno k Rumunsku. I přesto, že byla hymna po celá desetiletí oficiálně zakázána, získala u maďarsky mluvícího etnika Székelyů neskutečnou popularitu a stala se jejich hymnou. Dne 5. září 2009 byla ve městě Székelyudvarhely (Odorheiu Secuiesc) přijata i za oficiální hymnu Sikulské oblasti (Székelyföld).
V dnešní době je naprosto běžné, že i v samotném Maďarsku je Székely himnusz je zpíván spolu s první oficiální hymnou Himnusz a druhou hymnou Szózat, a to i na půdě maďarského parlamentu.

### Památník
Dne 1. srpna 2009 byl v Szegedu slavnostně otevřen první pomník Székely himnusz. Dřevěná socha je dílem Jánose Barty a představuje autora původního textu György Csanádyho a hudebního skladatele Kálmána Mihalika.

## Původní verze
| Székely himnusz (Originální text) Ki tudja merre, merre visz a végzet Göröngyös úton, sötét éjjelen. Segítsd még egyszer győzelemre néped, Csaba királyfi csillagösvényen. Maroknyi székely porlik, mint a szikla Népek harcától zajló tengeren. Fejünk az ár ezerszer elborítja, Ne hagyd el Erdélyt, Erdélyt Istenem! | Székely himnusz (Přibližný český překlad) Kdo ví kam, kam nás osud vezme Na hrbolaté cestě tmavou nocí. Veď svůj lid k vítězství ještě jednou, Princi Csabai na hvězdné cestě. Hrstka Székelyů, drolí se jako skála Boje národa odehrávající se v moři. Naše hlavy tisíckrát pohltilo to nastokrát, Nenech nám vzít Sedmihradsko, můj Bože! |

## Současná verze
| Székely himnusz (Originální text) Ki tudja merre, merre visz a végzet Göröngyös úton, sötét éjjelen. Vezesd még egyszer győzelemre néped, Csaba királyfi csillagösvényen. Maroknyi székely porlik, mint a szikla Népek harcának zajló tengerén. Fejünk az ár, jaj, százszor elborítja, Ne hagyd elveszni Erdélyt, Istenünk! | Székely himnusz (Přibližný český překlad) Kdo ví kam, kam nás osud vezme Na hrbolaté cestě tmavou nocí. Veď svůj lid k vítězství ještě jednou, Princi Csabai na hvězdné cestě. Hrstka Székelyů, drolí se jako skála Národy bojují, odehrává se to na moři. Naše hlavy, ach, pohltilo to nastokrát Nenech nám vzít Sedmihradsko, můj Bože! |

## Současná prodloužená verze
Původní text hymny z roku 1921 byl v roce 2002 rozšířen maďarským specialistou na dějiny umění Gáborem Papem, a tak vznikla současná podoba hymny. (Původní text je psán kurzívou.) 
| Székely himnusz (Originální text) Ki tudja merre, merre visz a végzet Göröngyös úton, sötét éjjelen Vezesd még egyszer győzelemre néped Csaba királyfi csillag ösvényén. Maroknyi székely porlik, mint a szikla Népek harcának zajló tengerén Fejünk az ár, jaj, százszor elborítja Ne hagyd elveszni Erdélyt, Istenünk! Ameddig élünk magyar ajkú népek Megtörni lelkünk nem lehet soha Szülessünk bárhol, földünk bármely pontján Legyen a sorsunk jó vagy mostoha. Maroknyi székely porlik, mint a szikla Népek harcának zajló tengerén Fejünk az ár, jaj, százszor elborítja Ne hagyd elveszni Erdélyt, Istenünk! Keserves múltunk, évezredes balsors Tatár - Török dúlt, labanc rabigált Jussunk el honban, Székely Magyar földön Szabad hazában éljünk boldogan. Maroknyi székely porlik, mint a szikla Népek harcának zajló tengerén Fejünk az ár, jaj, százszor elborítja Ne hagyd elveszni Erdélyt, Istenünk! Már másfélezer év óta Csaba népe Sok vihart élt át, sorsa mostoha Külső ellenség jaj, de gyakran tépte Nem értem egyet - otthon sem soha. Maroknyi székely porlik, mint a szikla Népek harcának zajló tengerén Fejünk az ár, jaj, százszor elborítja Ne hagyd elveszni Erdélyt, Istenünk! Édes Szűzanyánk, könyörögve kérünk, Mentsd meg a népet, vérző nemzetet! Jussunk el honban, székely magyar földön, Szabad hazában éljünk boldogan. Maroknyi székely porlik, mint a szikla Népek harcának zajló tengerén Fejünk az ár, jaj, százszor elborítja Ne hagyd elveszni Erdélyt, Istenünk! Ki tudja innen, merre visz a végzet, Országhatáron, óceánon át. Jöjj hát, királyunk, itt vár a Te néped, Székely nemzeted Kárpát-bérceken. Hős szabadságát elveszti Segesvár Mádéfalvára fájón kell tekints Földed dús kincsét népek élik s dúlják Fiaidnak sokszor még kenyere sincs. Maroknyi székely porlik, mint a szikla Népek harcának zajló tengerén Fejünk az ár, jaj, százszor elborítja Ne hagyd elveszni Erdélyt, Istenünk! Kigyúlt a mennybolt, zeng a hadak útja, Csaba királyfi gyűjti táborát. Szűnik az átok, kiapadt a kútja, Szívünkön égi öröm lángol át. Hiába zúgsz már gyűlöletnek árja, Megáll a szikla, nem porlik tovább, Imánk az Istent újra megtalálja, Köszöntsd ma népem, üdvöd hajnalát! | Székely himnusz (Přibližný český překlad) Kdo ví kam, kam nás osud vezme Na hrbolaté cestě tmavou nocí. Veď svůj lid k vítězství ještě jednou, Princi Csabai na hvězdné cestě. Hrstka Székelyů, drolí se jako skála Národy bojují, odehrává se to na moři. Naše hlavy, ach, pohltilo to nastokrát Nenech nám vzít Sedmihradsko, můj Bože! Dokud budeme žít, maďarský lide, Nikdy nebude možné našeho ducha zlomit." Naroďme se kdekoliv, naše země je v každém bodě, Ať už je dobrý, či drsný ten osud. Hrstka Székelyů, drolí se jako skála Národy bojují, odehrává se to na moři. Naše hlavy, ach, pohltilo to nastokrát Nenech nám vzít Sedmihradsko, můj Bože! Trpká minulost, v tisíciletí nepřízni osudu. Tataři - Turci zuřili, uvrhli nás do jařma. Vítejte ve vaší vlasti, sikulsko-maďarské zemi, A žijte ve svobodné domovině šťastně! Hrstka Székelyů, drolí se jako skála Národy bojují, odehrává se to na moři. Naše hlavy, ach, pohltilo to nastokrát Nenech nám vzít Sedmihradsko, můj Bože! Už další padesátiletí prežil od té doby Csabův lid Prožil mnoho bouří, jejich osudy byly kruté Často roztrhaný, ach, cizími nepřáteli, Vždy postrádající souhlas, a to i doma. Hrstka Székelyů, drolí se jako skála Národy bojují, odehrává se to na moři. Naše hlavy, ach, pohltilo to nastokrát Nenech nám vzít Sedmihradsko, můj Bože! Naše svatá matko, úpřímně prosíme, Zachraň náš lid, krvácejíci národ! Vítejte ve vaší vlasti, sikulsko-maďarské zemi, A žijte ve svobodné domovině šťastně! Hrstka Székelyů, drolí se jako skála Národy bojují, odehrává se to na moři. Naše hlavy, ach, pohltilo to nastokrát Nenech nám vzít Sedmihradsko, můj Bože! Kdo ví kam, kam nás osud vezme Za hranice naší krajiny, skrz oceány. Jen pojď, náš králi, čeká na tebe tvůj lid, Tvůj sikulský národ u Karpatských hor. Segesvár ztratil svobodu, Mádéfalvu lze vidět v bolestech. Na tvojí zemi, bohatém pokladě lid žije a zuří, Jeho mládenci často nemají ani chléb. Hrstka Székelyů, drolí se jako skála Národy bojují, odehrává se to na moři. Naše hlavy, ach, pohltilo to nastokrát Nenech nám vzít Sedmihradsko, můj Bože! Rozářily se nebesa, znějí cestou vojska Král Csaba shromažďuje tábory. Končí prokletí, vysychá jeho studna Radost nebeského pramene hoří skrz naše srdce. Marně už řveš za cenu nenávisti, zemřela skála, další se nedrolí. Naše modlitba znovu našla Boha Pozdrav dnes lid svůj, svitá mu spása. |

## Stará hymna
Stará hymna Székelyů, kterou zpracoval Béla Bartók.
Hej, én édes jó Istenem,
Oltalmazóm, segedelmem,
Vándorlásban reménységem,
Ínségemben légy kenyerem.
Vándor fecske sebes szárnyát,
Vándorlegény vándorbotját,
Vándor székely reménységét,
Jézus, áldd meg Erdély földjét.
Vándor fecske hazatalál,
Édesanyja fészkére száll,
Hazajöttünk, megáldott a
Csíksomlyói Szűz Mária.